# 歓喜に寄す (モーツァルト)
『歓喜に寄す』（かんきによす、An die Freude ）K.53(43b/47e) は、ヴォルフガング・アマデウス・モーツァルトが作曲した初期の歌曲。

## 概要
作品の成立については定説がないが、現在のところ1768年10月から11月にかけてウィーンで作曲されたと推測されている。当時のモーツァルトは12歳で、有節歌曲の作品としては最初期の作品である。父のレオポルト・モーツァルトは、後にこの曲を息子たちの天然痘の治療のために尽力してもらった医師ヴォルフに献呈した。
作品は40小節の比較的大きい曲であり、フレーズは4小節単位の小楽節でつなぎ合わされて歌われていくが、その流れはきわめて自然で内容を率直に表現している。また一瞬であるが、後のオペラ「魔笛」のタミーノのアリアの節回しに酷似している箇所がある。伴奏パートは通奏低音の形で書かれており、伴奏者に即興的に任せる古いスタイルである。
歌詞はヨハン・ペーター・ウーツ（1720年 - 1796年）によるもので、7連から成っている。

## 構成
ヘ長調、4分の2拍子。速度記号はモーツァルトとしては例外的に「中庸に」と指定されている。